# Melvin Ely
Melvin Anderson Ely (Harvey, Illinois, 2. svibnja 1978.) američki je profesionalni košarkaš. Igra na poziciji krilnog centra, a može igrati i centra. Trenutačno je slobodan igrač. Izabran je u 1. krugu (12. ukupno) NBA drafta 2002. od strane Los Angeles Clippersa.

## Sveučilište
Ely je pohađao sveučilište Fresno State. Odveo je momčad do dva nastupa na NCAA prvenstvu te je dva puta osvajao nagradu "WAC" za igrača godine. 

## NBA karijera
Izabran je kao 12. izbor NBA drafta 2002. od strane Los Angeles Clippersa. Nakon dvije sezone u Clippersima, 14. srpnja 2004. Ely je mijenjan u Charlotte Bobcatse zajedno s Eddiem Houseom u zamjenu za dva izbora drugog kruga drafta. U sezonama 2004./05 i 2005./06. Ely se prilagodio igri u rotaciji te je kao zamjena ostvarivao solidne brojke. 2. listopada 2006. Ely je potpisao jednogodišnje produženje ugovora s Bobcatsima u vrijednosti od 3 milijuna dolara. 13. veljače 2007. Ely je mijenjan u San Antonio Spurse u zamjenu za Erica Williamsa i izbor drugog kruga NBA drafta 2009. godine. U dresu Spursa odigrao je šest utakmica i prosječno postizao 3.2 poena i 2.3 skokova. Za Spurse nije nastupao u doigravanju, ali je ipak osvojio NBA prsten. Na kraju sezone 2006./07. Ely je potpisao dvogodišnji ugovor s momčadi New Orleans Hornets.

## NBA statistika

### Regularni dio
| Godina    | Klub                  | Odig. uta. | Uta. poč. | Min.      | 2P%       | 3P%  | Sl. bac.% | Skok.   | Asist. | Ukr. lop. | Blok. | Poena   |
| --------- | --------------------- | ---------- | --------- | --------- | --------- | ---- | --------- | ------- | ------ | --------- | ----- | ------- |
| 2002./03. | L.A. Clippers         | 52         | 7         | 15.4      | .495      | .000 | .703      | 3.3     | .3     | .2        | .6    | 4.5     |
| 2003./04. | L.A. Clippers         | 42         | 2         | 12.1      | .431      | .000 | .595      | 2.4     | .5     | .2        | .4    | 3.7     |
| 2004./05. | Charlotte             | 79         | 17        | 20.9      | .432      | .000 | .575      | 4.1     | 1.0    | .4        | .9    | 7.3     |
| 2005./06. | Charlotte             | 57         | 22        | 23.6      | .508      | .000 | .667      | 4.9     | 1.3    | .5        | .8    | 9.8     |
| 2006./07. | Charlotte San Antonio | 24 6       | 0         | 10.2 10.8 | .383 .300 | .000 | .686 .583 | 1.6 2.3 | .6 .7  | .1 .7     | .2 .3 | 2.9 3.2 |
| 2007./08. | New Orleans           | 52         | 1         | 11.9      | .472      | .000 | .552      | 2.8     | .4     | .1        | .3    | 3.9     |
| 2008./09. | New Orleans           | 31         | 4         | 12.0      | .389      | .000 | .639      | 2.1     | .6     | .1        | .3    | 3.1     |
| Career    |                       | 343        | 53        | 16.4      | .457      | .000 | .625      | 3.3     | .7     | .3        | .5    | 5.6     |

### Doigravanje
| Godina    | Klub        | Odig. uta. | Uta. poč. | Min. | 2P%  | 3P%  | Sl. bac.% | Skok. | Asist. | Ukr. lop. | Blok. | Poena |
| --------- | ----------- | ---------- | --------- | ---- | ---- | ---- | --------- | ----- | ------ | --------- | ----- | ----- |
| 2007./08. | New Orleans | 7          | 0         | 8.4  | .267 | .000 | .700      | 1.6   | .1     | .0        | .0    | 2.1   |
| Ukupno    |             | 7          | 0         | 8.4  | .267 | .000 | .700      | 1.6   | .1     | .0        | .0    | 2.1   |

## Vanjske poveznice
- Profil na NBA.com